# Tiếng Ý Thụy Sỹ
Tiếng Ý ở Thụy Sĩ hoặc tiếng Ý Thụy Sĩ (tiếng Ý: svizzero italiano) là phương ngữ tiếng Ý sử dụng trong khu vực nói tiếng Ý tại Thụy Sĩ. Tiếng Lombard được nói bởi khoảng 350.000 người ở Ticino và ở mạn nam Graubünden (Canton Grigioni), nhưng được coi là tiếng Ý cho mục đích chính thức.

## Tình trạng chính thức
Mặc dù ở Thụy Sĩ, tiếng Ý là ngôn ngữ chính thức ở cấp bang và được nói nhiều thứ ba trong Liên bang, sau tiếng Đức và tiếng Pháp, hiến pháp Thụy Sĩ cho phép các bang chọn ngôn ngữ chính thức của mình và tiếng Ý chỉ được công nhận trong Ticino và Grigion.

## Dân số và phân bố
Khoảng 840.000 người Thụy Sĩ (10% công dân) nói tiếng Ý hoặc biến thể của nó. Ngôn ngữ này là ngôn ngữ chính trong toàn bang Ticino, nhưng nó chỉ được nói ở một vài khu vực của Grisons (khoảng 20% cư dân của bang này nói tiếng Ý), chủ yếu ở các thung lũng Mesocco, Bregaglia và Poschiavo. Người dân ở các khu vực này cùng nhau tạo nên những gì được gọi là tiếng Ý Thụy Sĩ (hoặc Svizzera Italiana).